# Тукки, Павел
Павел Тукки (наст. имя — Павел Евгеньевич Виноградов; род. 22 марта 1968, Москва) — российский музыкант, композитор, вокалист.
Окончил Московский Колледж Импровизационной Музыки, Гуманитарный институт телевидения и радиовещания им. М. Литовчина (факультет звукорежиссуры и музыкального искусства).

## Творчество
Музыка Павла Тукки представляет собой смешение таких музыкальных стилей, как эмбиент, постминимализм, кул-джаз.

Начиная свой творческий путь под влиянием Брайана Ино (Ино, Брайан) и Дэвида Силвиана (Силвиан, Дэвид), Павел успешно добрался до Майлза Дэвиса (Дейвис, Майлс) и Эрика Трюффаза. Взяв в арсенал красоту и продуманность мелодий, но оставив за бортом буйство страстей и депрессивную смурь, композитор вывел нежнейший сорт эмбиентного джаза... (Журнал «ГДЕ»)

 Аккуратно сделанная инструментальная музыка Павла Тукки широкой публике впервые презентовал журнал «PLAY» на своей «Русской сборке». Тогда же были отмечены его безусловный профессионализм, а также если и не свежесть идей, то, по крайней мере, хорошее их исполнение. (Журнал «PLAY»)
1991—1995 — один из основателей «Белого проекта» (White Project) (музыка, лирика, вокал), альбом «Кто мой гость» (1995), при участии Якова Тумайкина, Александра Белоносова («Зодчие», «Ва-Банкъ»), Вадима Зайдина («Jazz dance orchestra»).
2003 — дебютный инструментальный альбом «NEGA» («Citadel records»).

 Фортепиано в тишине комнат. Солнечный свет сквозь плохо задернутые шторы. Лучи рассекают полумрак. Пыль серебрится в воздухе. Шум детворы едва долетает до затемненной комнаты. Одинокий мальчик трогает пыльные клавиши рояля. Скрип соседских половиц, эпоха, уходящая в прошлое под звуки радио на коммунальной кухне? Как описать гул человеческих мыслей? Звук класса, в котором затих последний детский голос? Как описать отзвук настроения, одиночества. Стиля, фона, эмбиента, джаза? (Старостин, Fuzz (журнал))

 Фирмовый (безо всяких скидок) звук, изящные аранжировки, меланхолия, сдержанность, легкость. Немного джаза, чуть акустического трип-хопа... Но в целом задача этого экологически чистого диска именно создать настроение, комфортно заполнить собой пространство, помочь расслабиться, задуматься или просто выспаться :). Пианино, мягкая поступь контрабаса, живая труба, выверенный звуковой ландшафт, в общем, это альбом из тех, которые принято называть стильными. (Хулиган (журнал))

2005 — записывает вокальный альбом джазовых стандартов «FARAWAY», посвященный памяти Чет Бейкер, как дань эстетике кул-джаза. В записи участвовали: Ю. Щеткин, А. Залетаев, Р. Лукьянов.
2006 — «Citadel records» издаёт альбом «Соль и Вода», в который включены вокальные темы на стихи испанского поэта Хуан Рамон Хименес в русском переводе А. Гелескула.

 Нежная музыка, музыка невидимых романтиков, которые умеют играть не только на флейте водосточных труб, но и на самом дожде. ...Недосказанность, вернее, сказанное не словами, а звуковыми намеками наполняет эту пластинку. ..."Соль и вода" — редкий пример того, как эмбиент может переплетаться с джазом, рождая музыку теплоты и света.
 (Журнал "MUSICIAN")  

Столичный вокалист и композитор Павел Тукки чтит эмбиент, но не может смириться с традиционной бессловесностью жанра и, добавляя вокал, превращает электронное журчание в эдакий изящный синтетический инди-поп. Его стихия — деликатные запрограммированные ритмы и обволакивающие мелодии, коих на альбоме «Соль и вода» в достатке. ...Надёжным союзником оказался великий испанский поэт Хуан Рамон Хименес, чьи стихи, в переводе на русский звучат в самых запоминающихся эпизодах пластинки. (Журнал «PLAY»)

 Мультиинструменталист Павел Тукки делает прозрачный, воздушный эмбиент с примесью аккуратного джаза и выверенных струнных. Негромкие песни на стихи великого испанца Рамона Хименеса сменяются фортепианными, мягкими, как пух, пьесами, погружая слушателя в атмосферу призрачного полусна. (Журнал «Ваш Досуг»)
2012 — в альбом «Тао», наряду с авторскими композициями, включены: версия главной темы сериала Sea Hunt (1958) и «За собой» — вокальная версия пьесы «Hetera Esmeralda» композитора Алексея Сысоева.

## Дискография
- 2003 — «Nega»
- 2005 — «Faraway»
- 2006 — «Соль и вода»
- 2012 — «Tао»
- 2017 — «Vuo»
- 2018 — «Tishe»
- 2019 — «Blue In White» (сингл)
- 2022 — «Песни забытых снов» (памяти Юрия Щеткина)